# Гноми і тролі: Таємна кімната
«Гноми і тролі: Таємна кімната» — шведський анімаційний дитячий фантастичний фільм 2008 року, знятий Робертом Родіном для стокгольмської студії «Біла акула». Цей фільм став першим CG-анімаційним фільмом, створеним шведською компанією.

## Сюжет
«Гноми і тролі», пригодницька комедійна казка, знаменує першу спробу «Білої акули» в комп'ютерну анімацію. Джуніор, гном-підліток, у своїй лабораторії на дереві займається винаходами штуковин та гаджетів. Але старий шкільний батько Джуніора, Джалле, головний гном лісу, волів би, щоб його син пішов його стопами і одного разу керував власним лісом. Незважаючи на їхні розбіжності, напередодні першої зимової грози Джуніор допомагає Джалле розподілити харчові пайки тваринам, які скоро впадуть у сплячку. Тоді трапляється лихо.
Брати-тролі, які постійно сваряться, Фейс і Слім виконують ретельно розроблений план свого злого батька Фасси, щоб викрасти їжу з таємної харчової камери гномів. Після випадкового поранення Джаллі Джуніор і його найкращий друг Снікі, параноїк-невротичний ворон, щоб знайти вкрадену їжу вирушають у героїчну подорож до глибин печери тролів. Пригода Джуніора та Снікі переносить їх через величезні ландшафти та зустрічає з дивними тваринами.
Дорогою Джуніор дізнається, що можна поєднати свою пристрасть до винахідництва з новим бажанням захищати ліс. Поки Снікі використовує вроджену хоробрість, про яку він навіть не підозрював, Слім бореться з кризою ідентичності, а мати Джуніора Свеа руйнує упереджені уявлення про те, що означає бути дружиною-гномом.

## Акторський склад
- Грег Берг — Снейк
- Джо Каппеллетті — Фейс
- Елізабет Дейлі — Джуніор
- Кейт Гіггінс — Елі
- Кім Лейн — Фавн
- Ллойд Шерр — Джаллі
- Андре Согліуццо — Фасса
- Джеймс Арнольд Тейлор — Слім

## Виробництво
Над сценарієм працювали виконавчі продюсери Алек Соколов і Джоел Коен.  Загальний бюджет фільму склав 5 мільйонів доларів США. Виготовлення було швидким: від написання сценарію до видачі 35-міліметрового відбитка час виробництва становив 12 місяців.

## Кінофестивалі

### 2008 рік
- Галіфакс, Нова Шотландія, Канада (вт, 21 квітня 2009 р.)
- Крістіансанд, Норвегія (28 квітня 2009)[3]
- 5-й Дубайський кінофестиваль 2008[4]

### 2009 рік
- Zin Fest в Чехії[5]
- Кінофестиваль Buff[6]
- Каїрський міжнародний кінофестиваль[7]
- 11-й Міжнародний молодіжний кінофестиваль Seol 2009
- Дитячий кінофестиваль Єрусалимська Синематека[8]
- Хороший кінофестиваль у Ліверпулі, листопад/грудень 2009[9]
- 10-й Китайський міжнародний фестиваль дитячого кіно
- 4-й Міжнародний кінофестиваль Шовкового шляху в Бурсі 2009[10]

### 2010 рік
- 6th Children's India, січень 2010 р.[11]
- Бермудський кінофестиваль, березень 2010 р.[12]